# Жаркынбаево
Жаркынбаево (кирг. Жаркынбаев, до 1980-х годов — Каменка) — село в Иссык-Кульском районе Иссык-Кульской области Кыргызстана. Административный центр Абдрахмановского аильного округа. Код СОАТЕ — 41702 215 835 01 0.

## Население
По данным переписи 2009 года, в селе проживало 1948 человек.

## Известные жители
- Джаркимбаев, Казак (1911—1969) — участник Великой Отечественной войны, Герой Советского Союза (1945).